# Où es-tu maintenant ?
Où es-tu maintenant ? (Where Are You Now?) est un roman policier américain de Mary Higgins Clark paru en avril 2008.
La traduction française par Anne Damour est publiée en mai 2008 aux éditions Albin Michel.

## Résumé
Il y a dix ans que Charles Mackenzie Junior, appelé Mack, un talentueux étudiant en droit et très bon comédien a disparu. Pourtant, tous les ans pour la fête des mères, il téléphone à sa mère et à sa sœur pour les informer qu'il va bien et, refusant de répondre à leurs questions, il raccroche. Même la mort de son père dans les attentats tragiques du 11 septembre 2001 ne le convainc pas de revenir. Sa sœur, Carolyn, n'en peut plus de voir son frère faire souffrir sa mère. Elle décide donc de se mettre à sa recherche.
Au même moment, dans une boîte de nuit branchée, une jeune fille disparaît. il s'agit du troisième cas similaire en dix ans.
Les deux affaires auraient-elles un lien ?

## Personnages principaux
- Carolyn Mackenzie (sœur de Mack)
- Inspecteur Barott
- Inspecteur Larry Ahearn
- Nicolas Demarco
- Eliott Wallace

## Adaptation
- 2014 : Où es-tu maintenant ?, téléfilm français réalisé par Arnaud Sélignac, avec Louise Monot, Hugo Becker et Patrick Chesnais.